# 沃基尼 (堪薩斯州)
沃基尼（英語：WaKeeney）是一個位於美國堪薩斯州特里戈縣的城市。

## 地方資料
根據2020年美國人口普查的數據，沃基尼的面積為4.61平方千米，當中陸地面積為4.61平方千米，而水域面積為0.00平方千米。當地共有人口1799人，而人口密度為每平方千米390.24人。